# WTA Tour 2015
Die WTA Tour 2015 war der 45. Jahrgang der Damentennis-Turnierserie, die von der Women’s Tennis Association ausgetragen wurde.
Die Teamwettbewerbe Hopman Cup und Fed Cup werden wie die Grand-Slam-Turniere nicht von der WTA, sondern von der ITF organisiert. Hier werden sie dennoch aufgeführt, da die Spitzenspielerinnen auch diese Turniere in der Regel spielen.

## Änderungen
Gegenüber 2014 erfuhr der Turnierkalender die folgenden Änderungen:
- Die Turniere WTA Paris, WTA Ōsaka und WTA Oeiras waren nicht mehr Teil der Tour.
- Die Turniere WTA Antwerpen, WTA Tokio (Kōtō) und WTA Prag waren wieder zurück im Turnierkalender.
- Das Turnier WTA Nottingham war neu im Turnierkalender.

## Turnierplan
| Kategorie              |
| ---------------------- |
| Grand Slam             |
| Jahresendveranstaltung |
| Premier Mandatory      |
| Premier 5              |
| Premier                |
| International          |

| Sonstige   |
| ---------- |
| Hopman Cup |
| Fed Cup    |

### Erklärungen
Die Zeichenfolge von z. B. 128E/96Q/64D/32M hat folgende Bedeutung:

128E = 128 Spielerinnen spielen im Einzel

96Q = 96 Spielerinnen spielen die Qualifikation

64D = 64 Paarungen spielen im Doppel

32M = 32 Paarungen spielen im Mixed

### Januar
| Datum 1 | Turnier                                                                                      | Sieger(in)                            | Finalgegner(in)                       | Ergebnis       |
| ------- | -------------------------------------------------------------------------------------------- | ------------------------------------- | ------------------------------------- | -------------- |
| 05.01.  | Hopman Cup Perth, Australien ITF – A$ Hartplatz (Halle)                                      | Agnieszka Radwańska Jerzy Janowicz    | Serena Williams John Isner            | 2:1            |
| 05.01.  | Shenzhen Open Shenzhen, China International – 500.000$ Hartplatz – 32E/32Q/15D               | Simona Halep                          | Timea Bacsinszky                      | 6:2, 6:2       |
| 05.01.  | Shenzhen Open Shenzhen, China International – 500.000$ Hartplatz – 32E/32Q/15D               | Ljudmyla Kitschenok Nadija Kitschenok | Liang Chen Wang Yafan                 | 6:4, 7:66      |
| 05.01.  | Brisbane International Brisbane, Australien Premier – 1.000.000$ Hartplatz – 30E/32Q/16D     | Marija Scharapowa                     | Ana Ivanović                          | 6:74, 6:3, 6:3 |
| 05.01.  | Brisbane International Brisbane, Australien Premier – 1.000.000$ Hartplatz – 30E/32Q/16D     | Martina Hingis Sabine Lisicki         | Caroline Garcia Katarina Srebotnik    | 6:2, 7:5       |
| 05.01.  | ASB Classic Auckland, Neuseeland International – 250.000$ Hartplatz – 32E/32Q/16D            | Venus Williams                        | Caroline Wozniacki                    | 2:6, 6:3, 6:3  |
| 05.01.  | ASB Classic Auckland, Neuseeland International – 250.000$ Hartplatz – 32E/32Q/16D            | Sara Errani Roberta Vinci             | Shūko Aoyama Renata Voráčová          | 6:2, 6:1       |
| 12.01.  | Apia International Sydney Sydney, Australien Premier – 731.000$ Hartplatz – 30E/32Q/16D      | Petra Kvitová                         | Karolína Plíšková                     | 7:65, 7:66     |
| 12.01.  | Apia International Sydney Sydney, Australien Premier – 731.000$ Hartplatz – 30E/32Q/16D      | Bethanie Mattek-Sands Sania Mirza     | Raquel Kops-Jones Abigail Spears      | 6:3, 6:3       |
| 12.01.  | Hobart International Hobart, Australien International – 250.000$ Hartplatz – 32E/32Q/15D     | Heather Watson                        | Madison Brengle                       | 6:3, 6:4       |
| 12.01.  | Hobart International Hobart, Australien International – 250.000$ Hartplatz – 32E/32Q/15D     | Kiki Bertens Johanna Larsson          | Witalija Djatschenko Monica Niculescu | 7:5, 6:3       |
| 19.01.  | Australian Open Melbourne, Australien Grand Slam – 40.000.000A$ Hartplatz – 128E/96Q/64D/32M | Serena Williams                       | Marija Scharapowa                     | 6:3, 7:65      |
| 19.01.  | Australian Open Melbourne, Australien Grand Slam – 40.000.000A$ Hartplatz – 128E/96Q/64D/32M | Bethanie Mattek-Sands Lucie Šafářová  | Chan Yung-jan Zheng Jie               | 6:4, 7:65      |
| 19.01.  | Australian Open Melbourne, Australien Grand Slam – 40.000.000A$ Hartplatz – 128E/96Q/64D/32M | Martina Hingis Leander Paes           | Kristina Mladenovic Daniel Nestor     | 6:4, 6:3       |

### Februar
| Datum 1 | Turnier | Siegerin                                          | Finalgegnerin                         | Ergebnis           |
| ------- | --- | ------------------------------------------------- | ------------------------------------- | ------------------ |
| 02.02.  | Fed Cup, 1. Runde Québec (Stadt), Kanada Hartplatz (Halle) Genua, Italien Sandplatz (Halle) Krakau, Polen Hartplatz (Halle) Stuttgart, Deutschland Hartplatz (Halle) | Tschechien Frankreich Russland Deutschland        | Kanada Italien Polen Australien       | 4:0 3:2 4:0 4:1    |
| 09.02.  | PTT Thailand Open Pattaya, Thailand International – 250.000$ Hartplatz – 32E/16Q/16D                                                                                 | Daniela Hantuchová                                | Ajla Tomljanović                      | 3:6, 6:3, 6:4      |
| 09.02.  | PTT Thailand Open Pattaya, Thailand International – 250.000$ Hartplatz – 32E/16Q/16D                                                                                 | Chan Hao-ching Chan Yung-jan                      | Shūko Aoyama Tamarine Tanasugarn      | 2:6, 6:4, [10:3]   |
| 09.02.  | BNP Paribas Fortis Diamond Games Antwerpen, Belgien Premier – 731.000$ Hartplatz (Halle) – 28E/32Q/16D                                                               | Andrea Petković                                   | Carla Suárez Navarro                  | kampflos           |
| 09.02.  | BNP Paribas Fortis Diamond Games Antwerpen, Belgien Premier – 731.000$ Hartplatz (Halle) – 28E/32Q/16D                                                               | Anabel Medina Garrigues Arantxa Parra Santonja    | An-Sophie Mestach Alison Van Uytvanck | 6:4, 3:6, [10:5]   |
| 16.02.  | Rio Open Rio de Janeiro, Brasilien International – 250.000$ Hartplatz – 32E/16Q/16D                                                                                  | Sara Errani                                       | Anna Karolína Schmiedlová             | 7:62, 6:1          |
| 16.02.  | Rio Open Rio de Janeiro, Brasilien International – 250.000$ Hartplatz – 32E/16Q/16D                                                                                  | Ysaline Bonaventure Rebecca Peterson              | Irina-Camelia Begu María Irigoyen     | 3:0 Aufgabe        |
| 16.02.  | Dubai Duty Free Tennis Championships Dubai, Vereinigte Arabische Emirate Premier 5 – 2.513.000$ Hartplatz 54E/32Q/16D                                                | Simona Halep                                      | Karolína Plíšková                     | 6:4, 7:64          |
| 16.02.  | Dubai Duty Free Tennis Championships Dubai, Vereinigte Arabische Emirate Premier 5 – 2.513.000$ Hartplatz 54E/32Q/16D                                                | Tímea Babos Kristina Mladenovic                   | Garbiñe Muguruza Carla Suárez Navarro | 6:3, 6:2           |
| 23.02.  | Qatar Total Open Doha, Katar Premier – 731.000$ Hartplatz – 28E/32Q/16D                                                                                              | Lucie Šafářová                                    | Wiktoryja Asaranka                    | 6:4, 6:3           |
| 23.02.  | Qatar Total Open Doha, Katar Premier – 731.000$ Hartplatz – 28E/32Q/16D                                                                                              | Raquel Kops-Jones Abigail Spears                  | Hsieh Su-wei Sania Mirza              | 6:4, 6:4           |
| 23.02.  | Abierto Mexicano TELCEL Acapulco, Mexiko International – 250.000$ Hartplatz – 32E/32Q/16D                                                                            | Timea Bacsinszky                                  | Caroline Garcia                       | 6:3, 6:0           |
| 23.02.  | Abierto Mexicano TELCEL Acapulco, Mexiko International – 250.000$ Hartplatz – 32E/32Q/16D                                                                            | Laura Arruabarrena Vecino María Teresa Torró Flor | Andrea Hlaváčková Lucie Hradecká      | 7:62, 5:7, [13:11] |

### März
| Datum 1 | Turnier                                                                                                  | Siegerin                           | Finalgegnerin                       | Ergebnis         |
| ------- | --- | ---------------------------------- | ----------------------------------- | ---------------- |
| 02.03.  | Abierto Monterrey Afirme Monterrey, Mexiko International – 500.000$ Hartplatz – 32E/32Q/16D              | Timea Bacsinszky                   | Caroline Garcia                     | 4:6, 6:2, 6:4    |
| 02.03.  | Abierto Monterrey Afirme Monterrey, Mexiko International – 500.000$ Hartplatz – 32E/32Q/16D              | Gabriela Dabrowski Alicja Rosolska | Anastasia Rodionova Arina Rodionova | 6:3, 2:6, [10:3] |
| 02.03.  | BMW Malaysian Open Kuala Lumpur, Malaysien International – 250.000$ Hartplatz – 32E/32Q/16D              | Caroline Wozniacki                 | Alexandra Dulgheru                  | 4:6, 6:2, 6:1    |
| 02.03.  | BMW Malaysian Open Kuala Lumpur, Malaysien International – 250.000$ Hartplatz – 32E/32Q/16D              | Liang Chen Wang Yafan              | Julija Bejhelsymer Olha Sawtschuk   | 4:6, 6:3, [10:4] |
| 09.03.  | BNP Paribas Open Indian Wells, Vereinigte Staaten Premier Mandatory – 6.157.160$ Hartplatz – 96E/48Q/32D | Simona Halep                       | Jelena Janković                     | 2:6, 7:5, 6:4    |
| 09.03.  | BNP Paribas Open Indian Wells, Vereinigte Staaten Premier Mandatory – 6.157.160$ Hartplatz – 96E/48Q/32D | Martina Hingis Sania Mirza         | Jekaterina Makarowa Jelena Wesnina  | 6:3, 6:4         |
| 23.03.  | Miami Open Miami, Vereinigte Staaten Premier Mandatory – 5.427.105$ Hartplatz – 96E/48Q/32D              | Serena Williams                    | Carla Suárez Navarro                | 6:2, 6:0         |
| 23.03.  | Miami Open Miami, Vereinigte Staaten Premier Mandatory – 5.427.105$ Hartplatz – 96E/48Q/32D              | Martina Hingis Sania Mirza         | Jekaterina Makarowa Jelena Wesnina  | 7:5, 6:1         |

### April
| Datum 1 | Turnier | Siegerin                                     | Finalgegnerin                      | Ergebnis         |
| ------- | --- | -------------------------------------------- | ---------------------------------- | ---------------- |
| 06.04.  | Family Circle Cup Charleston, Vereinigte Staaten Premier – 731.000$ Sandplatz (grün) – 56E/48Q/16D                     | Angelique Kerber                             | Madison Keys                       | 6:2, 4:6, 7:5    |
| 06.04.  | Family Circle Cup Charleston, Vereinigte Staaten Premier – 731.000$ Sandplatz (grün) – 56E/48Q/16D                     | Martina Hingis Sania Mirza                   | Casey Dellacqua Darija Jurak       | 6:0, 6:4         |
| 06.04.  | Katowice Open Kattowitz, Polen International – 250.000$ Hartplatz (Halle) – 32E/30Q/16D                                | Anna Karolína Schmiedlová                    | Camila Giorgi                      | 6:4, 6:3         |
| 06.04.  | Katowice Open Kattowitz, Polen International – 250.000$ Hartplatz (Halle) – 32E/30Q/16D                                | Ysaline Bonaventure Demi Schuurs             | Gioia Barbieri Karin Knapp         | 7:5, 4:6, [10:6] |
| 13.04.  | Claro Open Colsanitas Bogotá, Kolumbien International – 250.000$ Sandplatz (rot) – 32E/24Q/16D                         | Teliana Pereira                              | Jaroslawa Schwedowa                | 7:62, 6:1        |
| 13.04.  | Claro Open Colsanitas Bogotá, Kolumbien International – 250.000$ Sandplatz (rot) – 32E/24Q/16D                         | Paula Cristina Gonçalves Beatriz Haddad Maia | Irina Falconi Shelby Rogers        | 6:3, 3:6, [10:6] |
| 18.04.  | Fed Cup, Halbfinale Ostrava, Tschechien Hartplatz (Halle) Sotschi, Russland Sandplatz (Halle)                          | Tschechien Russland                          | Frankreich Deutschland             | 3:1 3:2          |
| 20.04.  | Porsche Tennis Grand Prix Stuttgart, Deutschland Premier – 731.000$ Sandplatz (rot) (Halle) – 28E/32Q/16D              | Angelique Kerber                             | Caroline Wozniacki                 | 3:6, 6:1, 7:5    |
| 20.04.  | Porsche Tennis Grand Prix Stuttgart, Deutschland Premier – 731.000$ Sandplatz (rot) (Halle) – 28E/32Q/16D              | Bethanie Mattek-Sands Lucie Šafářová         | Caroline Garcia Katarina Srebotnik | 6:4, 6:3         |
| 27.04.  | Grand Prix de SAR LA Princesse Lalla Meryem Marrakesch, Marokko International – 250.000$ Sandplatz (rot) – 32E/32Q/16D | Elina Switolina                              | Tímea Babos                        | 7:5, 7:63        |
| 27.04.  | Grand Prix de SAR LA Princesse Lalla Meryem Marrakesch, Marokko International – 250.000$ Sandplatz (rot) – 32E/32Q/16D | Tímea Babos Kristina Mladenovic              | Laura Siegemund Maryna Zanevska    | 6:1, 7:65        |
| 27.04.  | J&T Banka Prague Open Prag, Tschechien International – 250.000$ Sandplatz (rot) – 32E/32Q/16D                          | Karolína Plíšková                            | Lucie Hradecká                     | 4:6, 7:5, 6:3    |
| 27.04.  | J&T Banka Prague Open Prag, Tschechien International – 250.000$ Sandplatz (rot) – 32E/32Q/16D                          | Belinda Bencic Kateřina Siniaková            | Kateryna Bondarenko Eva Hrdinová   | 6:2, 6:2         |

### Mai
| Datum 1 | Turnier                                                                                                   | Sieger(in)                             | Finalgegner(in)                             | Ergebnis          |
| ------- | --- | -------------------------------------- | ------------------------------------------- | ----------------- |
| 04.05   | Mutua Madrid Open Madrid, Spanien Premier Mandatory – 4.185.405€ Sandplatz (rot) – 64E/32Q/28D            | Petra Kvitová                          | Swetlana Kusnezowa                          | 6:1, 6:2          |
| 04.05   | Mutua Madrid Open Madrid, Spanien Premier Mandatory – 4.185.405€ Sandplatz (rot) – 64E/32Q/28D            | Casey Dellacqua Jaroslawa Schwedowa    | Garbiñe Muguruza Carla Suárez Navarro       | 6:3, 6:74, [10:5] |
| 11.05   | Internazionali BNL d’Italia Rom, Italien Premier 5 – 2.183.600€ Sandplatz (rot) – 56E/32Q/28D             | Marija Scharapowa                      | Carla Suárez Navarro                        | 4:6, 7:5, 6:1     |
| 11.05   | Internazionali BNL d’Italia Rom, Italien Premier 5 – 2.183.600€ Sandplatz (rot) – 56E/32Q/28D             | Tímea Babos Kristina Mladenovic        | Martina Hingis Sania Mirza                  | 6:4, 6:3          |
| 18.05.  | Internationaux de Strasbourg Straßburg, Frankreich International – 250.000$ Sandplatz (rot) – 32E/21Q/16D | Samantha Stosur                        | Kristina Mladenovic                         | 3:6, 6:2, 6:3     |
| 18.05.  | Internationaux de Strasbourg Straßburg, Frankreich International – 250.000$ Sandplatz (rot) – 32E/21Q/16D | Chuang Chia-jung Liang Chen            | Nadija Kitschenok Zheng Saisai              | 4:6, 6:4, [12:10] |
| 18.05.  | Nürnberger Versicherungscup Nürnberg, Deutschland International – 250.000€ Sandplatz (rot) – 32E/24Q/16D  | Karin Knapp                            | Roberta Vinci                               | 7:65, 4:6, 6:1    |
| 18.05.  | Nürnberger Versicherungscup Nürnberg, Deutschland International – 250.000€ Sandplatz (rot) – 32E/24Q/16D  | Chan Hao-ching Anabel Medina Garrigues | Lara Arruabarrena Vecino Ioana Raluca Olaru | 6:4, 7:65         |
| 25.05.  | French Open Paris, Frankreich Grand Slam – 28.028.600€ Sandplatz (rot) – 128E/96Q/64D/32M                 | Serena Williams                        | Lucie Šafářová                              | 6:3, 6:72, 6:2    |
| 25.05.  | French Open Paris, Frankreich Grand Slam – 28.028.600€ Sandplatz (rot) – 128E/96Q/64D/32M                 | Bethanie Mattek-Sands Lucie Šafářová   | Casey Dellacqua Jaroslawa Schwedowa         | 3:6, 6:4, 6:2     |
| 25.05.  | French Open Paris, Frankreich Grand Slam – 28.028.600€ Sandplatz (rot) – 128E/96Q/64D/32M                 | Bethanie Mattek-Sands Mike Bryan       | Lucie Hradecká Marcin Matkowski             | 7:63, 6:1         |

### Juni
| Datum 1 | Turnier                                                                                          | Sieger(in)                            | Finalgegner(in)                              | Ergebnis         |
| ------- | ------------------------------------------------------------------------------------------------ | ------------------------------------- | -------------------------------------------- | ---------------- |
| 08.06.  | Aegon Open Nottingham Nottingham, Großbritannien International – 250.000$ Rasen – 56E/32Q/16D    | Ana Konjuh                            | Monica Niculescu                             | 1:6, 6:4, 6:2    |
| 08.06.  | Aegon Open Nottingham Nottingham, Großbritannien International – 250.000$ Rasen – 56E/32Q/16D    | Raquel Kops-Jones Abigail Spears      | Jocelyn Rae Anna Smith                       | 3:6, 6:3, [11:9] |
| 08.06.  | Topshelf Open ’s-Hertogenbosch, Niederlande International – 250.000$ Rasen – 32E/16Q/16D         | Camila Giorgi                         | Belinda Bencic                               | 7:5, 6:3         |
| 08.06.  | Topshelf Open ’s-Hertogenbosch, Niederlande International – 250.000$ Rasen – 32E/16Q/16D         | Asia Muhammad Laura Siegemund         | Jelena Janković Anastassija Pawljutschenkowa | 6:3, 7:5         |
| 15.06.  | Aegon Birmingham Classic Birmingham, Großbritannien Premier – 731.000$ Rasen – 56E/32Q/16D       | Angelique Kerber                      | Karolína Plíšková                            | 6:75, 6:3, 7:64  |
| 15.06.  | Aegon Birmingham Classic Birmingham, Großbritannien Premier – 731.000$ Rasen – 56E/32Q/16D       | Garbiñe Muguruza Carla Suárez Navarro | Andrea Hlaváčková Lucie Hradecká             | 6:4, 6:4         |
| 22.06.  | Aegon Eastbourne International Eastbourne, Großbritannien Premier – 665.900$ Rasen – 32E/32Q/16D | Belinda Bencic                        | Agnieszka Radwańska                          | 6:4, 4:6, 6:0    |
| 22.06.  | Aegon Eastbourne International Eastbourne, Großbritannien Premier – 665.900$ Rasen – 32E/32Q/16D | Caroline Garcia Katarina Srebotnik    | Chan Yung-jan Zheng Jie                      | 7:65, 6:2        |
| 29.06.  | Wimbledon Championships London, Großbritannien Grand Slam – £ Rasen – 128E/96Q/64D/32M           | Serena Williams                       | Garbiñe Muguruza                             | 6:4, 6:4         |
| 29.06.  | Wimbledon Championships London, Großbritannien Grand Slam – £ Rasen – 128E/96Q/64D/32M           | Martina Hingis Sania Mirza            | Jekaterina Makarowa Jelena Wesnina           | 5:7, 7:64, 7:5   |
| 29.06.  | Wimbledon Championships London, Großbritannien Grand Slam – £ Rasen – 128E/96Q/64D/32M           | Martina Hingis Leander Paes           | Tímea Babos Alexander Peya                   | 6:1, 6:1         |

### Juli
| Datum 1 | Turnier                                                                                                  | Siegerin                             | Finalgegnerin                           | Ergebnis         |
| ------- | --- | ------------------------------------ | --------------------------------------- | ---------------- |
| 13.07.  | BRD Bucharest Open Bukarest, Rumänien International – 250.000$ Sandplatz (rot) – 32E/32Q/16D             | Anna Karolína Schmiedlová            | Sara Errani                             | 7:63, 6:3        |
| 13.07.  | BRD Bucharest Open Bukarest, Rumänien International – 250.000$ Sandplatz (rot) – 32E/32Q/16D             | Oksana Kalaschnikowa Demi Schuurs    | Andreea Mitu Patricia Maria Țig         | 6:2, 6:2         |
| 13.07.  | Collector Swedish Open Båstad, Schweden International – 250.000$ Sandplatz (rot) – 32E/32Q/16D           | Johanna Larsson                      | Mona Barthel                            | 6:3, 7:62        |
| 13.07.  | Collector Swedish Open Båstad, Schweden International – 250.000$ Sandplatz (rot) – 32E/32Q/16D           | Kiki Bertens Johanna Larsson         | Tatjana Maria Olha Sawtschuk            | 7:5, 6:4         |
| 20.07.  | Nürnberger Gastein Ladies Bad Gastein, Österreich International – 250.000$ Sandplatz (rot) – 32E/32Q/16D | Samantha Stosur                      | Karin Knapp                             | 3:6, 7:63, 6:2   |
| 20.07.  | Nürnberger Gastein Ladies Bad Gastein, Österreich International – 250.000$ Sandplatz (rot) – 32E/32Q/16D | Danka Kovinić Stephanie Vogt         | Lara Arruabarrena Vecino Lucie Hradecká | 4:6, 6:4, [10:3] |
| 20.07.  | TEB BNP Paribas İstanbul Cup Istanbul, Türkei International – 250.000$ Sandplatz (rot) – 32E/24Q/16D     | Lessja Zurenko                       | Urszula Radwańska                       | 7:5, 6:1         |
| 20.07.  | TEB BNP Paribas İstanbul Cup Istanbul, Türkei International – 250.000$ Sandplatz (rot) – 32E/24Q/16D     | Darja Gawrilowa Elina Switolina      | Çağla Büyükakçay Jelena Janković        | 5:7, 6:1, [10:4] |
| 27.07.  | Baku Cup Baku, Aserbaidschan International – 250.000$ Hartplatz – 32E/24Q/16D                            | Margarita Gasparjan                  | Patricia Maria Țig                      | 6:3, 5:7, 6:0    |
| 27.07.  | Baku Cup Baku, Aserbaidschan International – 250.000$ Hartplatz – 32E/24Q/16D                            | Margarita Gasparjan Alexandra Panowa | Witalija Djatschenko Olha Sawtschuk     | 6:3, 7:5         |
| 27.07.  | Brasil Tennis Cup Florianópolis, Brasilien International – 250.000$ Sandplatz – 32E/32Q/16D              | Teliana Pereira                      | Annika Beck                             | 6:4, 4:6, 6:1    |
| 27.07.  | Brasil Tennis Cup Florianópolis, Brasilien International – 250.000$ Sandplatz – 32E/32Q/16D              | Annika Beck Laura Siegemund          | María Irigoyen Paula Kania              | 6:3, 7:61        |

### August
| Datum 1 | Turnier                                                                                               | Sieger(in)                           | Finalgegner(in)                                | Ergebnis                |
| ------- | --- | ------------------------------------ | ---------------------------------------------- | ----------------------- |
| 03.08.  | Bank of the West Classic Stanford, Vereinigte Staaten Premier – 665.900$ Hartplatz – 28E/32Q/16D      | Angelique Kerber                     | Karolína Plíšková                              | 6:3, 5:7, 6:4           |
| 03.08.  | Bank of the West Classic Stanford, Vereinigte Staaten Premier – 665.900$ Hartplatz – 28E/32Q/16D      | Xu Yifan Zheng Saisai                | Anabel Medina Garrigues Arantxa Parra Santonja | 6:1, 6:3                |
| 03.08.  | Citi Open Washington D.C., Vereinigte Staaten International – 250.000$ Hartplatz – 32E/32Q/16D        | Sloane Stephens                      | Anastassija Pawljutschenkowa                   | 6:1, 6:2                |
| 03.08.  | Citi Open Washington D.C., Vereinigte Staaten International – 250.000$ Hartplatz – 32E/32Q/16D        | Belinda Bencic Kristina Mladenovic   | Lara Arruabarrena Vecino Andreja Klepač        | 7:5, 7:67               |
| 10.08.  | Rogers Cup Toronto, Kanada Premier 5 – 2.377.305$ Hartplatz – 56E/48Q/28D                             | Belinda Bencic                       | Simona Halep                                   | 7:65, 6:74, 3:0 Aufgabe |
| 10.08.  | Rogers Cup Toronto, Kanada Premier 5 – 2.377.305$ Hartplatz – 56E/48Q/28D                             | Bethanie Mattek-Sands Lucie Šafářová | Caroline Garcia Katarina Srebotnik             | 6:1, 6:2                |
| 17.08.  | Western & Southern Open Cincinnati, Vereinigte Staaten Premier 5 – 2.400.490$ Hartplatz – 56E/48Q/28D | Serena Williams                      | Simona Halep                                   | 6:3, 7:65               |
| 17.08.  | Western & Southern Open Cincinnati, Vereinigte Staaten Premier 5 – 2.400.490$ Hartplatz – 56E/48Q/28D | Chan Hao-ching Chan Yung-jan         | Casey Dellacqua Jaroslawa Schwedowa            | 7:5, 6:4                |
| 23.08.  | Connecticut Open New Haven, Vereinigte Staaten Premier – 689.063$ Hartplatz – 30E/48Q/16D             | Petra Kvitová                        | Lucie Šafářová                                 | 6:76, 6:2, 6:2          |
| 23.08.  | Connecticut Open New Haven, Vereinigte Staaten Premier – 689.063$ Hartplatz – 30E/48Q/16D             | Julia Görges Lucie Hradecká          | Chuang Chia-jung Liang Chen                    | 6:3, 6:1                |
| 31.08.  | US Open New York, Vereinigte Staaten Grand Slam – 20.102.700$ Hartplatz – 128E/96Q/64D/32M            | Flavia Pennetta                      | Roberta Vinci                                  | 7:64, 6:2               |
| 31.08.  | US Open New York, Vereinigte Staaten Grand Slam – 20.102.700$ Hartplatz – 128E/96Q/64D/32M            | Martina Hingis Sania Mirza           | Casey Dellacqua Jaroslawa Schwedowa            | 6:3, 6:3                |
| 31.08.  | US Open New York, Vereinigte Staaten Grand Slam – 20.102.700$ Hartplatz – 128E/96Q/64D/32M            | Martina Hingis Leander Paes          | Bethanie Mattek-Sands Sam Querrey              | 6:4, 3:6, [10:7]        |

### September
| Datum 1 | Turnier                                                                                                | Siegerin                                 | Finalgegnerin                       | Ergebnis          |
| ------- | --- | ---------------------------------------- | ----------------------------------- | ----------------- |
| 14.09.  | Coupe Banque Nationale Québec, Kanada International – 250.000$ Teppich (Halle) – 32E/32Q/16D           | Annika Beck                              | Jeļena Ostapenko                    | 6:2, 6:2          |
| 14.09.  | Coupe Banque Nationale Québec, Kanada International – 250.000$ Teppich (Halle) – 32E/32Q/16D           | Barbora Krejčíková An-Sophie Mestach     | María Irigoyen Paula Kania          | 4:6, 6:3, [12:10] |
| 14.09.  | Japan Women’s Open Tennis Tokio, Japan International – 250.000$ Hartplatz – 32E/32Q/16D                | Yanina Wickmayer                         | Magda Linette                       | 4:6, 6:3, 6:3     |
| 14.09.  | Japan Women’s Open Tennis Tokio, Japan International – 250.000$ Hartplatz – 32E/32Q/16D                | Chan Hao-ching Chan Yung-jan             | Misaki Doi Kurumi Nara              | 6:1, 6:2          |
| 21.09.  | Korea Open Seoul, Südkorea International – 500.000$ Hartplatz – 32E/32Q/16D                            | Irina-Camelia Begu                       | Aljaksandra Sasnowitsch             | 6:3, 6:1          |
| 21.09.  | Korea Open Seoul, Südkorea International – 500.000$ Hartplatz – 32E/32Q/16D                            | Lara Arruabarrena Vecino Aandreja Klepač | Kiki Bertens Johanna Larsson        | 2:6, 6:3, [10:6]  |
| 21.09.  | Guangzhou International Women’s Open Guangzhou, China International – 250.000$ Hartplatz – 32E/24Q/16D | Jelena Janković                          | Denisa Allertová                    | 6:2, 6:0          |
| 21.09.  | Guangzhou International Women’s Open Guangzhou, China International – 250.000$ Hartplatz – 32E/24Q/16D | Martina Hingis Sania Mirza               | Xu Shilin You Xiaodi                | 6:3, 6:1          |
| 21.09.  | Toray Pan Pacific Open Tokio, Japan Premier – 1.000.000$ Hartplatz – 28E/32Q/16D                       | Agnieszka Radwańska                      | Belinda Bencic                      | 6:2, 6:2          |
| 21.09.  | Toray Pan Pacific Open Tokio, Japan Premier – 1.000.000$ Hartplatz – 28E/32Q/16D                       | Garbiñe Muguruza Carla Suárez Navarro    | Chan Hao-ching Chan Yung-jan        | 7:5, 6:1          |
| 28.09.  | Wuhan Open Wuhan, China Premier 5 – 2.513.000$ Hartplatz – 56E/32Q/16D                                 | Venus Williams                           | Garbiñe Muguruza                    | 6:3, 3:0 Aufgabe  |
| 28.09.  | Wuhan Open Wuhan, China Premier 5 – 2.513.000$ Hartplatz – 56E/32Q/16D                                 | Martina Hingis Sania Mirza               | Irina-Camelia Begu Monica Niculescu | 6:2, 6:3          |
| 28.09.  | Tashkent Open Taschkent, Usbekistan International – 250.000$ Hartplatz – 32E/24Q/16D                   | Nao Hibino                               | Donna Vekić                         | 6:2, 6:2          |
| 28.09.  | Tashkent Open Taschkent, Usbekistan International – 250.000$ Hartplatz – 32E/24Q/16D                   | Margarita Gasparjan Alexandra Panowa     | Wera Duschewina Kateřina Siniaková  | 6:1, 3:6, [10:3]  |

### Oktober
| Datum 1 | Turnier | Siegerin                         | Finalgegnerin                                  | Ergebnis          |
| ------- | --- | -------------------------------- | ---------------------------------------------- | ----------------- |
| 05.10.  | China Open Peking, China Premier Mandatory – 4.720.380$ Hartplatz – 60E/32Q/28D                                       | Garbiñe Muguruza                 | Timea Bacsinszky                               | 7:5, 6:4          |
| 05.10.  | China Open Peking, China Premier Mandatory – 4.720.380$ Hartplatz – 60E/32Q/28D                                       | Martina Hingis Sania Mirza       | Chan Hao-ching Chan Yung-jan                   | 6:79, 6:1, [10:8] |
| 12.10.  | Generali Ladies Linz Linz, Österreich International – 250.000$ Hartplatz (Halle) – 32E/32Q/16D                        | Anastassija Pawljutschenkowa     | Anna-Lena Friedsam                             | 6:4, 6:3          |
| 12.10.  | Generali Ladies Linz Linz, Österreich International – 250.000$ Hartplatz (Halle) – 32E/32Q/16D                        | Raquel Kops-Jones Abigail Spears | Andrea Hlaváčková Lucie Hradecká               | 6:3, 7:5          |
| 12.10.  | Prudential Hong Kong Tennis Open Hongkong, China International – 426.750$ Hartplatz – 32E/24Q/16D                     | Jelena Janković                  | Angelique Kerber                               | 3:6, 7:64, 6:1    |
| 12.10.  | Prudential Hong Kong Tennis Open Hongkong, China International – 426.750$ Hartplatz – 32E/24Q/16D                     | Alizé Cornet Jaroslawa Schwedowa | Lara Arruabarrena Vecino Andreja Klepač        | 7:5, 6:4          |
| 12.10.  | Tianjin Open Tianjin, China International – 426.750$ Hartplatz – 32E/32Q/16D                                          | Agnieszka Radwańska              | Danka Kovinić                                  | 6:1, 6:2          |
| 12.10.  | Tianjin Open Tianjin, China International – 426.750$ Hartplatz – 32E/32Q/16D                                          | Xu Yifan Zheng Saisai            | Darija Jurak Nicole Melichar                   | 6:2, 3:6, [10:8]  |
| 19.10.  | Kremlin Cup Moskau, Russland Premier – 750.000$ Hartplatz (Halle) – 28E/32Q/16D                                       | Swetlana Kusnezowa               | Anastassija Pawljutschenkowa                   | 6:2, 6:1          |
| 19.10.  | Kremlin Cup Moskau, Russland Premier – 750.000$ Hartplatz (Halle) – 28E/32Q/16D                                       | Darja Kassatkina Jelena Wesnina  | Irina-Camelia Begu Monica Niculescu            | 6:3, 6:77, [10:5] |
| 19.10.  | BGL BNP Paribas Luxembourg Open Luxemburg (Stadt), Luxemburg International – 250.000$ Hartplatz (Halle) – 32E/32Q/16D | Misaki Doi                       | Mona Barthel                                   | 6:4, 6:77, 6:0    |
| 19.10.  | BGL BNP Paribas Luxembourg Open Luxemburg (Stadt), Luxemburg International – 250.000$ Hartplatz (Halle) – 32E/32Q/16D | Mona Barthel Laura Siegemund     | Anabel Medina Garrigues Arantxa Parra Santonja | 6:2, 7:62         |
| 26.10.  | WTA Finals Singapur Jahresendveranstaltung – 7.000.000$ Hartplatz – 8E/8D                                             | Agnieszka Radwańska              | Petra Kvitová                                  | 6:2, 4:6, 6:3     |
| 26.10.  | WTA Finals Singapur Jahresendveranstaltung – 7.000.000$ Hartplatz – 8E/8D                                             | Martina Hingis Sania Mirza       | Carla Suárez Navarro Garbiñe Muguruza          | 6:0, 6:3          |

### November
| Datum 1 | Turnier                                                                                       | Siegerin              | Finalgegnerin                                  | Ergebnis  |
| ------- | --------------------------------------------------------------------------------------------- | --------------------- | ---------------------------------------------- | --------- |
| 02.11.  | WTA Elite Trophy Zhuhai, China Jahresendveranstaltung – 2.150.000$ Hartplatz (Halle) – 12E/6D | Venus Williams        | Karolína Plíšková                              | 7:5, 7:66 |
| 02.11.  | WTA Elite Trophy Zhuhai, China Jahresendveranstaltung – 2.150.000$ Hartplatz (Halle) – 12E/6D | Liang Chen Wang Yafan | Anabel Medina Garrigues Arantxa Parra Santonja | 6:4, 6:3  |
| 14.11.  | Fed Cup, Finale Prag, Tschechien Hartplatz (Halle)                                            | Tschechien            | Russland                                       | 3:2       |

## Rücktritte
Die folgenden Spielerinnen beendeten 2015 ihre Tenniskarriere:
- Natalie Grandin – Januar 2015
- Chanelle Scheepers – 11. Mai 2015[4]
- Lisa Raymond – 9. September 2015[5]
- Patricia Mayr-Achleitner – Oktober 2015[6]
- Ashleigh Barty – 14. Oktober 2015[7]
- Flavia Pennetta – 29. Oktober 2015[8]
- Xenija Perwak – 5. November 2015[9]
- Julie Coin – 11. November 2015[10]
- Marta Domachowska – 5. Dezember 2015[11]

## Geldrangliste
Insgesamt wurden 2015 auf der WTA Tour 129 Millionen US-Dollar an Preisgeldern ausgelobt. Zusätzlich zu den Turnierpreisgeldern wurden von der WTA insgesamt 2.400.000 US-Dollar als Bonuszahlungen an die Spielerinnen überwiesen.
Die 30 Topverdiener der Saison 2015 (in US-Dollar)
| Platz | Spielerin             | Einzel     | Doppel    | Mixed   | Bonus   | Gesamt     |
| ----- | --------------------- | ---------- | --------- | ------- | ------- | ---------- |
| 1.    | Serena Williams       | 10.582.642 |           |         |         | 10.582.642 |
| 2.    | Simona Halep          | 3.890.231  | 22.896    | 5.000   | 650.000 | 4.568.127  |
| 3.    | Garbiñe Muguruza      | 4.168.418  | 329.890   |         |         | 4.498.308  |
| 4.    | Agnieszka Radwańska   | 4.062.293  |           |         | 350.000 | 4.412.293  |
| 5.    | Flavia Pennetta       | 4.174.427  | 231.578   |         |         | 4.406.005  |
| 6.    | Marija Scharapowa     | 3.949.284  |           |         |         | 3.949.284  |
| 7.    | Petra Kvitová         | 3.038.722  |           |         | 250.000 | 3.288.722  |
| 8.    | Lucie Šafářová        | 2.195.988  | 750.273   |         |         | 2.946.261  |
| 9.    | Venus Williams        | 2.336.419  |           |         | 68.000  | 2.404.419  |
| 10.   | Roberta Vinci         | 2.220.284  | 89.537    |         |         | 2.309.821  |
| 11.   | Carla Suárez Navarro  | 1.601.788  | 331.917   |         |         | 2.001.705  |
| 12.   | Timea Bacsinszky      | 1.924.915  | 38.730    |         |         | 1.963.645  |
| 13.   | Ana Ivanović          | 1.390.943  | 7.779     |         | 500.000 | 1.898.722  |
| 14.   | Angelique Kerber      | 1.664.499  | 8.548     |         | 225.000 | 1.898.047  |
| 15.   | Martina Hingis        |            | 1.532.881 | 223.519 |         | 1.756.400  |
| 16.   | Jekaterina Makarowa   | 1.288.897  | 416.541   |         |         | 1.705.438  |
| 17.   | Madison Keys          | 1.654.691  | 35.555    | 2.440   |         | 1.692.686  |
| 18.   | Karolína Plíšková     | 1.520.550  | 137.605   |         |         | 1.658.155  |
| 19.   | Sania Mirza           |            | 1.535.934 | 30.269  |         | 1.566.203  |
| 20.   | Belinda Bencic        | 1.407.660  | 70.412    | 2.500   |         | 1.480.572  |
| 21.   | Bethanie Mattek-Sands | 535.543    | 777.769   | 125.014 |         | 1.438.326  |
| 22.   | Kristina Mladenovic   | 941.083    | 439.599   | 45.910  |         | 1.426.592  |
| 23.   | Wiktoryja Asaranka    | 1.366.764  | 2.893     |         |         | 1.369.657  |
| 24.   | Caroline Wozniacki    | 1.129.338  |           |         | 225.000 | 1.354.338  |
| 25.   | Elina Switolina       | 1.293.085  | 14.881    | 8.610   |         | 1.316.576  |
| 26.   | Jelena Janković       | 1.234.089  | 71.660    |         |         | 1.314.749  |
| 27.   | Sara Errani           | 1.178.769  | 116.258   |         |         | 1.295.027  |
| 28.   | Swetlana Kusnezowa    | 1.095.780  | 41.023    |         |         | 1.136.803  |
| 29.   | Andrea Petković       | 1.034.828  | 50.107    |         |         | 1.084.935  |
| 30.   | Sabine Lisicki        | 942.290    | 63.594    |         |         | 1.005.884  |

Berücksichtigt sind alle Spielerinnen, die in der Saison 2015 mehr als eine Million US-Dollar an Preisgeldern verdient haben.